# ヒモハクジラ
ヒモハクジラ（紐歯鯨、Mesoplodon layardii）は、ハクジラ亜目アカボウクジラ科オウギハクジラ属に属するクジラである。

## 名称
種小名の「layardii」および英名の一つの「Layard's」は、本種の頭蓋骨を最初（1865年）に報告し、南アフリカ博物館（英語版）の館長としても知られるエドガー・レイヤード（英語版）に由来する。
英名としては、「Strap-toothed Whale」および「Layard's Beaked Whale」があり、和名も前者に因んでいる。

## 形態

ヒトとの大きさの比較

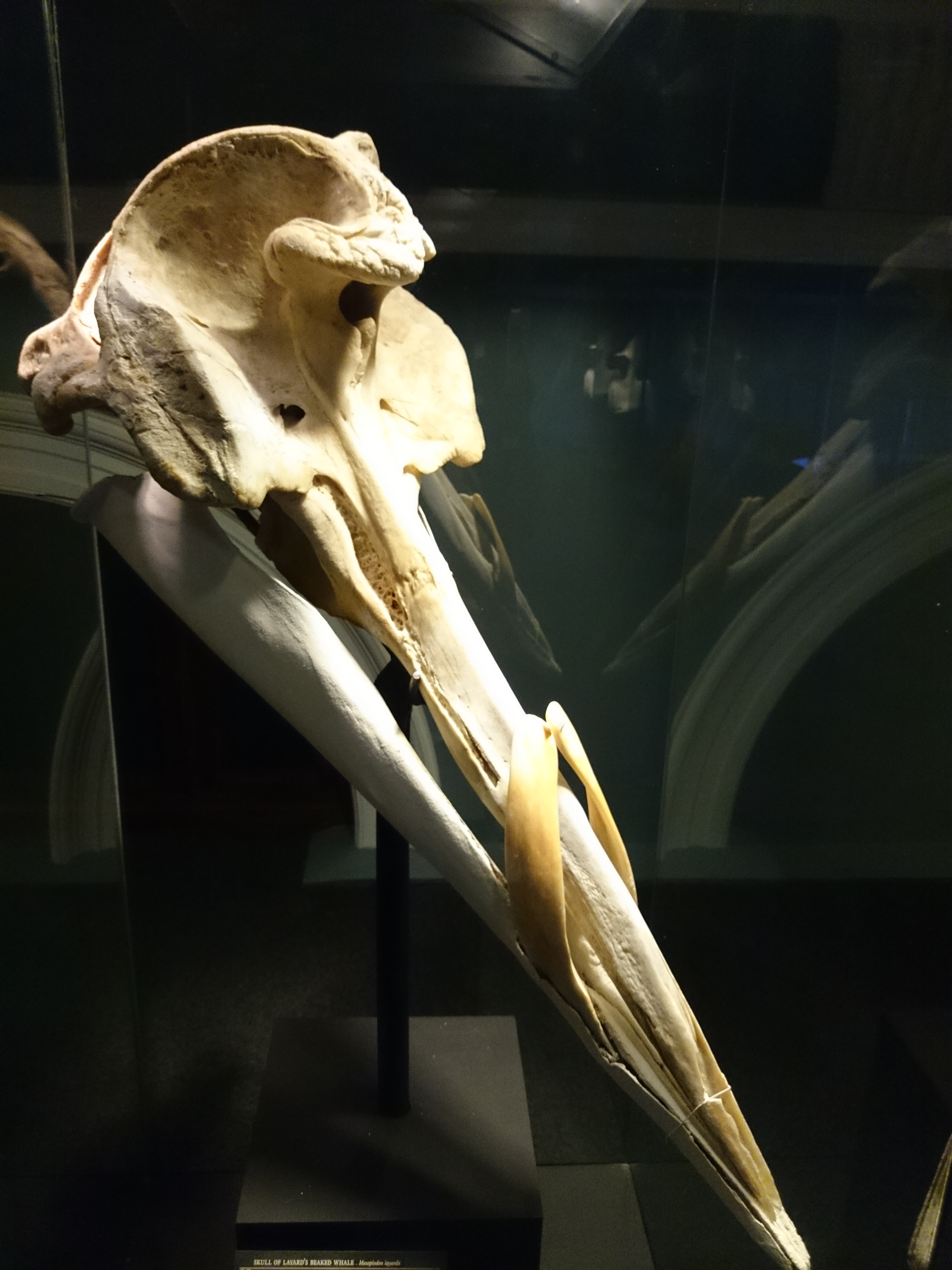
頭骨と牙（（南アフリカ博物館）

オウギハクジラ類としては比較的に大型である。雄の体長は5.9メートルほどであり、雌は若干雄よりも大きく6.2メートルほどである。体重は1,000 - 1,300キログラムに達する。産まれた直後の体長は2.8メートル程度と考えられている。
ヒモハクジラの体型はオウギハクジラ類としては典型的であるが、同属の他種に比べて大型であり、オウギハクジラ属の中では一番大きいと考えられている。
オウギハクジラ類の雄の特徴は下顎の歯であるが、特にヒモハクジラの歯は牙のように長い独特の形状であり、和名の「ヒモ（紐）」はこの特徴のある歯を紐に見立てたものである。本種の下顎の歯は非常に長く、30cm以上になることもある。この歯は後方に45度傾いており、さらに内側にも傾斜しているため、その歯が邪魔になって雄は口を完全に開けることができない。ただし、食餌の際の妨げになるということはないようである (CMS)。その歯には小歯状突起があり、争う際に使用されるようである。またその歯にフジツボが付着していることも多い。なぜこれほど大きな歯を有するのかは不明である。
頭部メロンは幾分膨らんでいるが明瞭ではない。口吻は長く、唇の線は比較的直線状である。身体の配色は他のオウギハクジラ類に比べるとはっきりしており、全身はほぼ黒であるが、口吻の先端、喉、頭部後方、生殖器の周囲などが白い。未成熟な個体の配色は異なっており、背側が濃い灰色で、腹側が明るい灰色である。胸びれは小さく幅が狭い。また背びれは鎌形あるいは三角形で、やはり小型である。尾鰭は三角形で切れ込みが無く、灰色の前縁を持つ。ダルマザメによる噛み傷や他の雄と争った時の傷を持つことが多い。

## 生息域、生息数

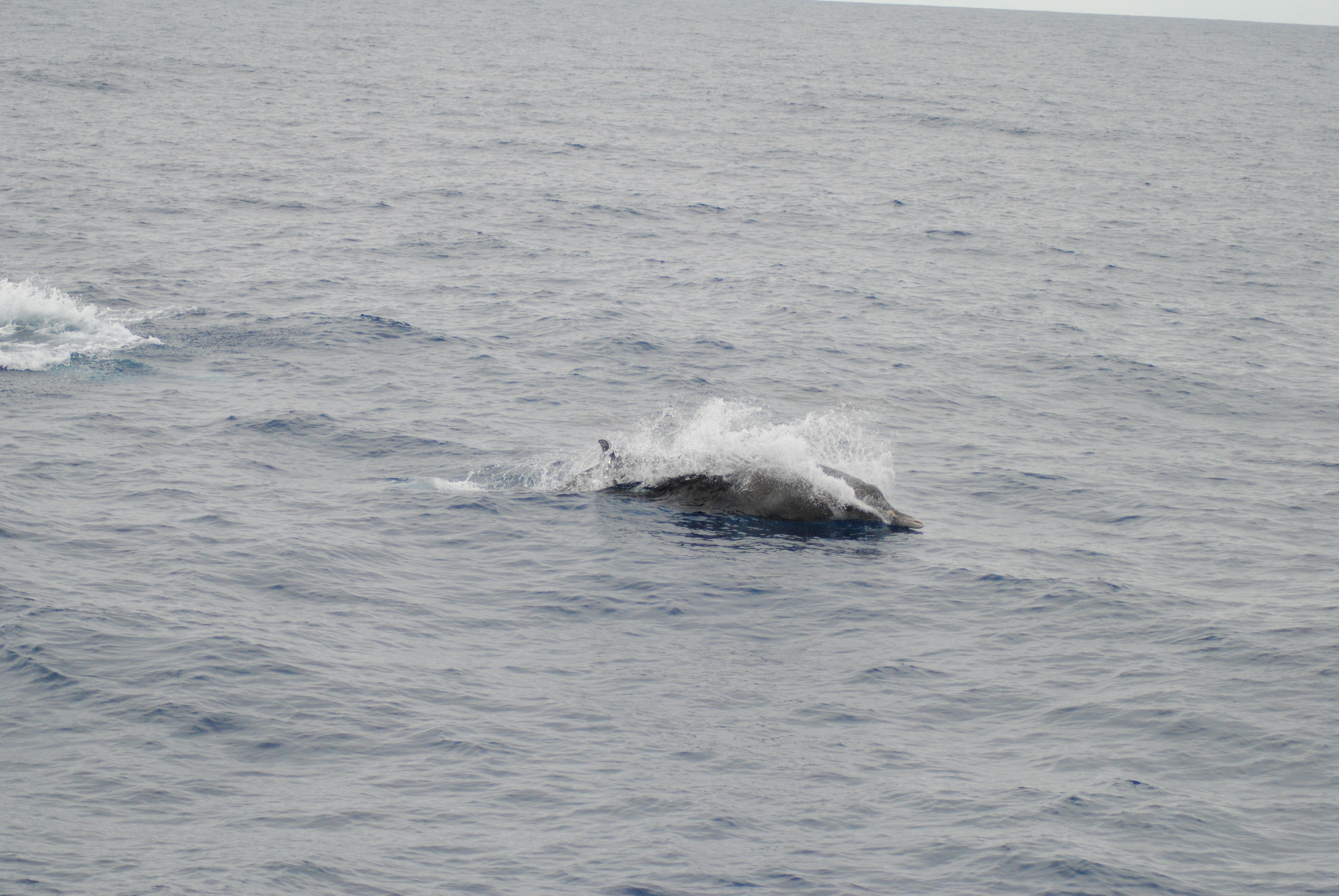
ドレーク海峡にて「ポーポイジング」をする個体。

多くの座礁（ストランディング）の記録と僅かな海上での観察報告から、ヒモハクジラは南半球に生息していると思われる。

## 生態
群の大きさなどは不明である。イカを食べることがわかっている。
雄は長く延びた歯のために、雌や未成熟な個体のように大きく口を開けることができない。そのため雄が食べることができるイカの大きさは100g以下ほどに制限されてしまう。

## 保護

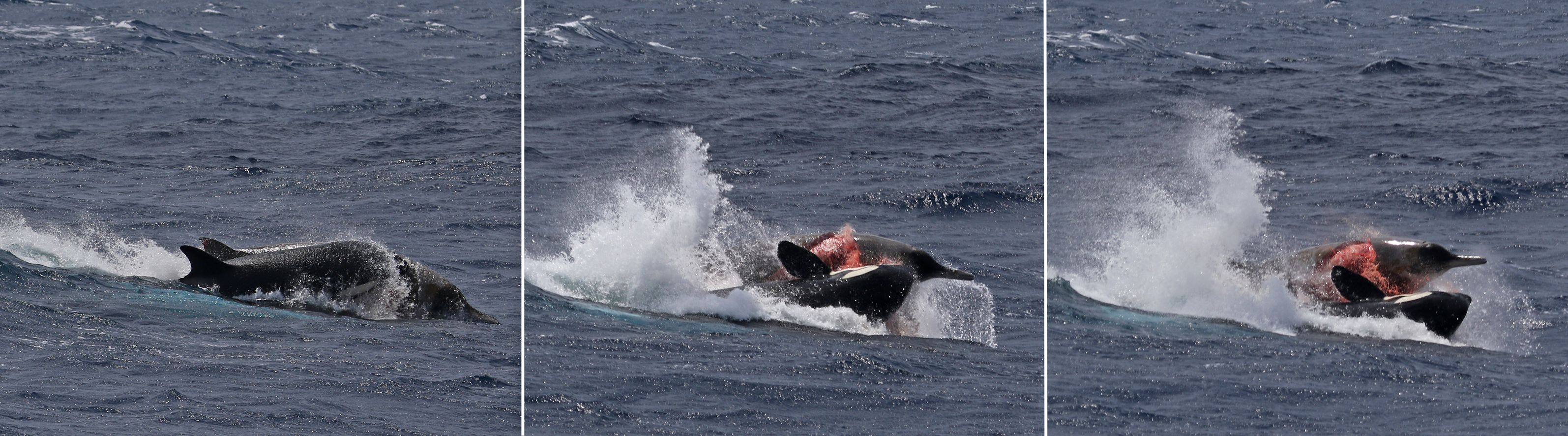
シャチによる襲撃の様子（オーストラリア沖）

全生息数は不明である。国際自然保護連合 (IUCN) のレッドリストにおいては「データ不足」に分類されている。
捕鯨の対象となったことはなく、刺し網などによる混獲の被害も報告されていない。
他のオウギハクジラ類と比べれば生息数は安定していると思われる。